# Luvila ditta
Luvila ditta är en insektsart som beskrevs av Irena Dworakowska 1974. Luvila ditta ingår i släktet Luvila och familjen dvärgstritar. Inga underarter finns listade i Catalogue of Life.